# Крюків-на-Дніпрі
Крюків-на-Дніпрі — проміжна залізнична станція 2-го класу Полтавської дирекції Південної залізниці на лінії Кременчук — Користівка між станціями Кременчук (4 км) та Бурти (15 км). Розташована у правобережній частині міста Кременчук Полтавської області.
Станція обслуговує найбільші підприємства Кременчука: Крюківський вагонобудівний завод, Кременчуцький завод дорожніх машин, Кременчуцький сталеливарний завод, Кременчуцький автоскладальний завод, кар'єроуправління, яке розробляє сірі та рожеві граніти Крюківського родовища тощо.

## Історичні відомості
Станція відкрита 1869 року під час будівництва Харківсько-Миколаївської залізниці.
Станом на 1900 рік станцію очолювали:
- начальник — потомственний почесний громадянин Олександр Опанасович Бондарев;
- помічники начальника — дворянин Людвиг Карлович Фельшау та Осип Цезаревич Сикорський.

## Пасажирське сполучення
На станції зупиняються приміські поїзди:
- Павлиш — Передгірковий парк;
- Кременчук — Ромодан;
- Крюків-на-Дніпрі — Полтава-Південна;
- Кременчук —  Знам'янка-Пасажирська;
- Кременчук — Павлиш[3].

До 2020 року на станції зупинявся пасажирський поїзд далекого сполученням № 375/376 Харків — Херсон (нині скасований).

## Подія
У грудні 2002 року виникла пожежа у будівлі Крюківського вокзалу. У гасінні пожежі було залучено 7 пожежних машин, 40 вогнеборців та пожежний поїзд зі станції Кагамлицька. Вигоріло 30 м² службових приміщень, 150 м² даху. Збитки склали близько 20 тисяч гривень.

## Галерея

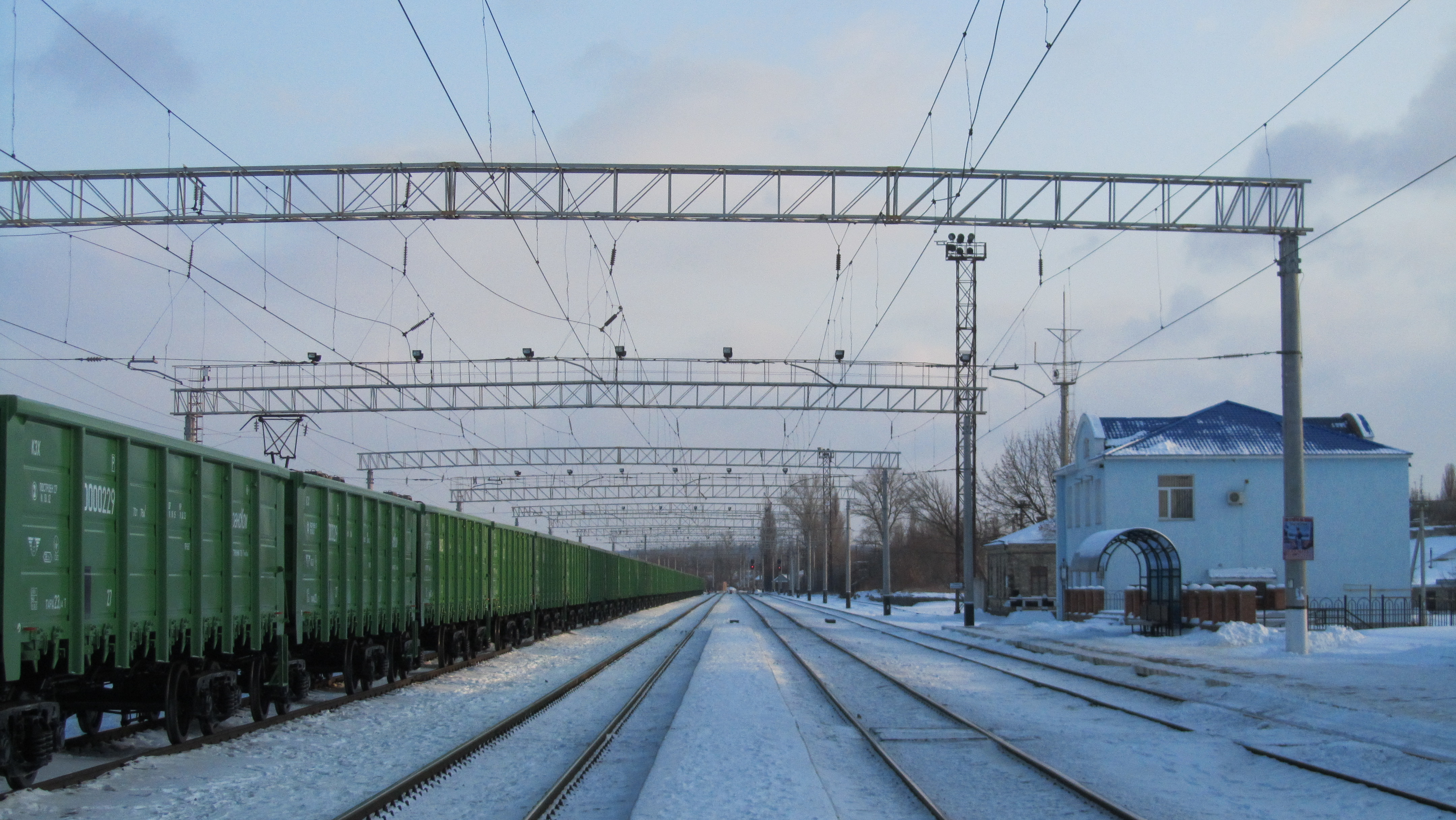
Колії станції
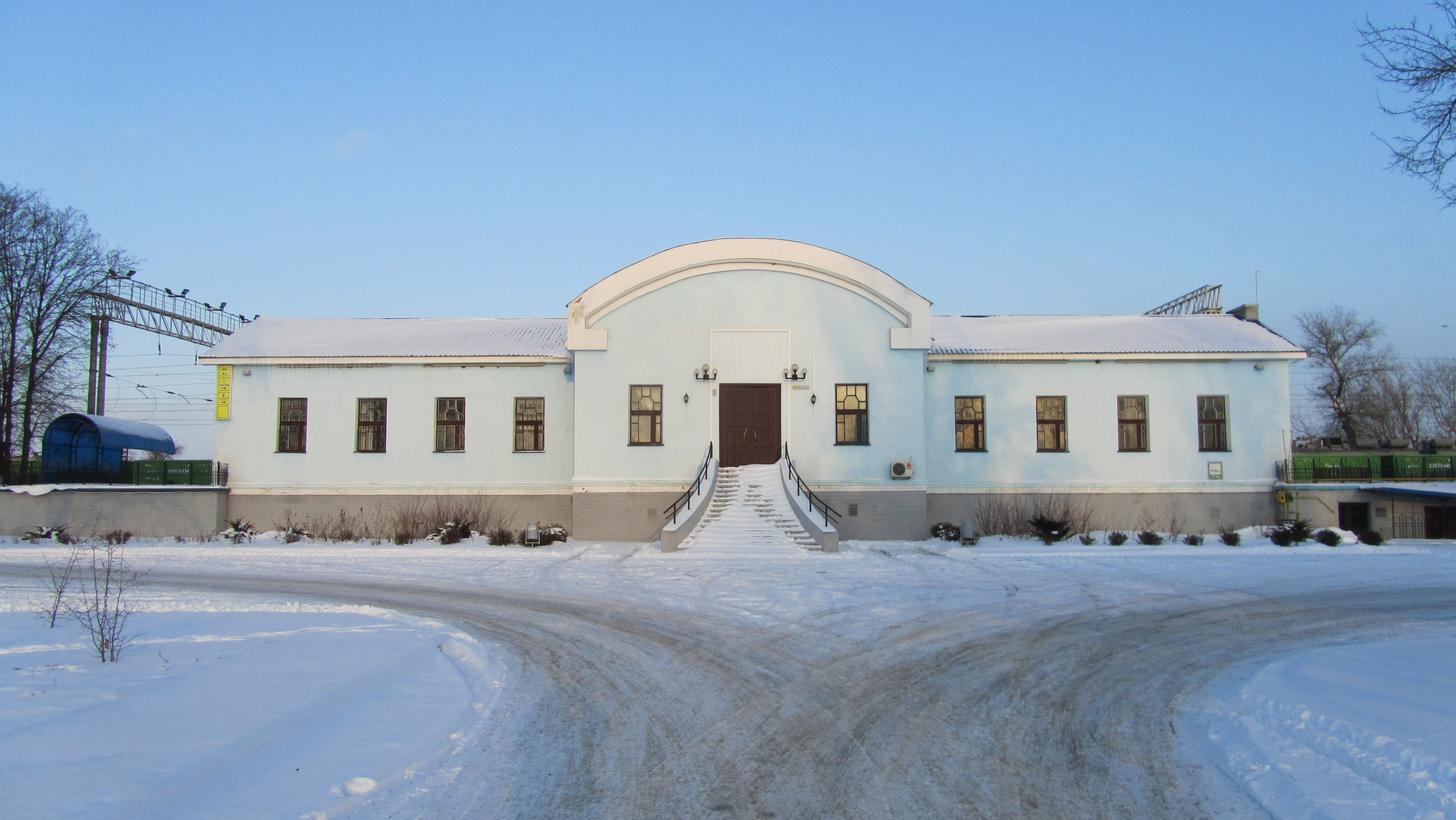
На під'їзді
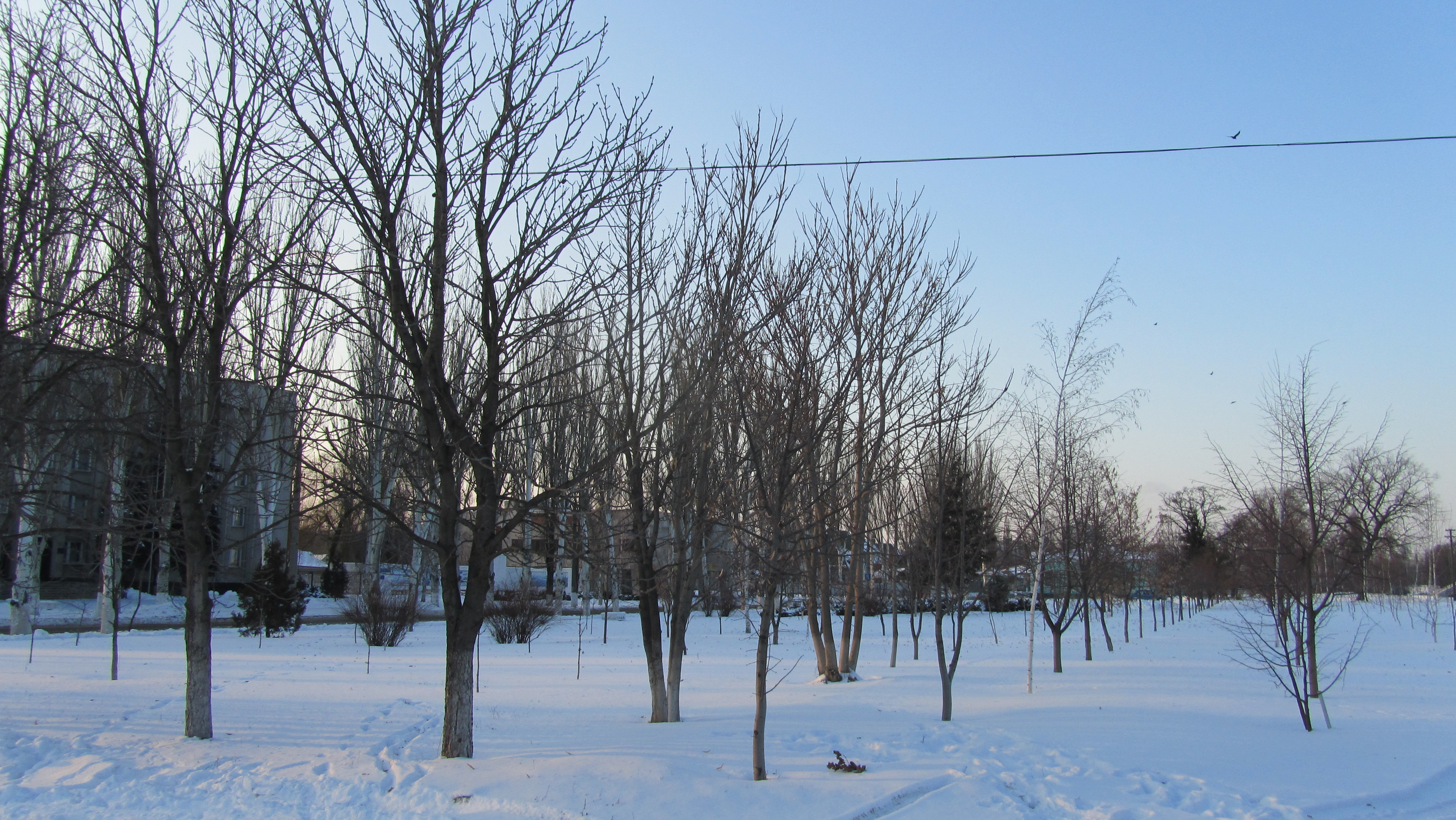
Сквер перед вокзалом
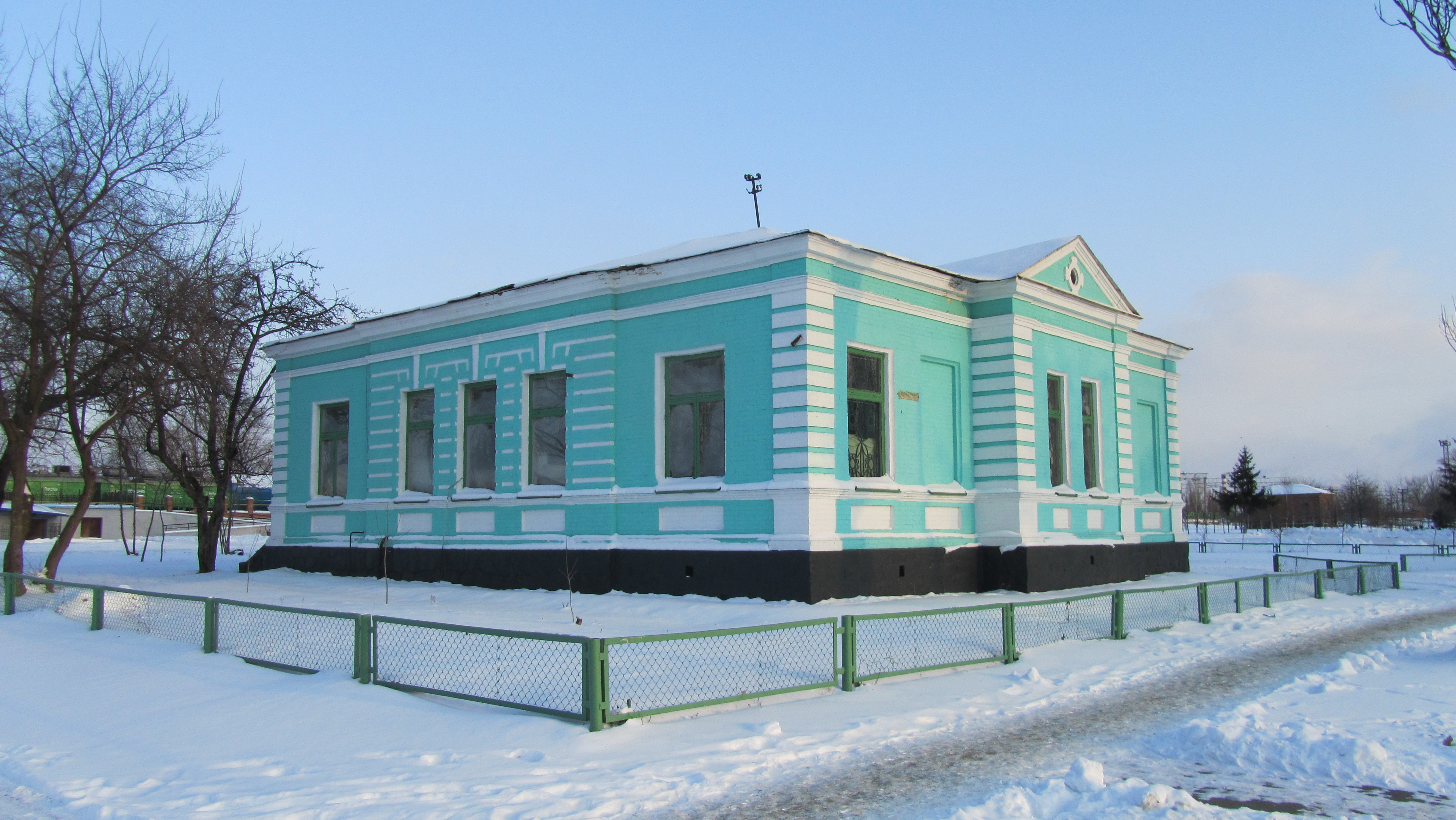
Будівля на території станції
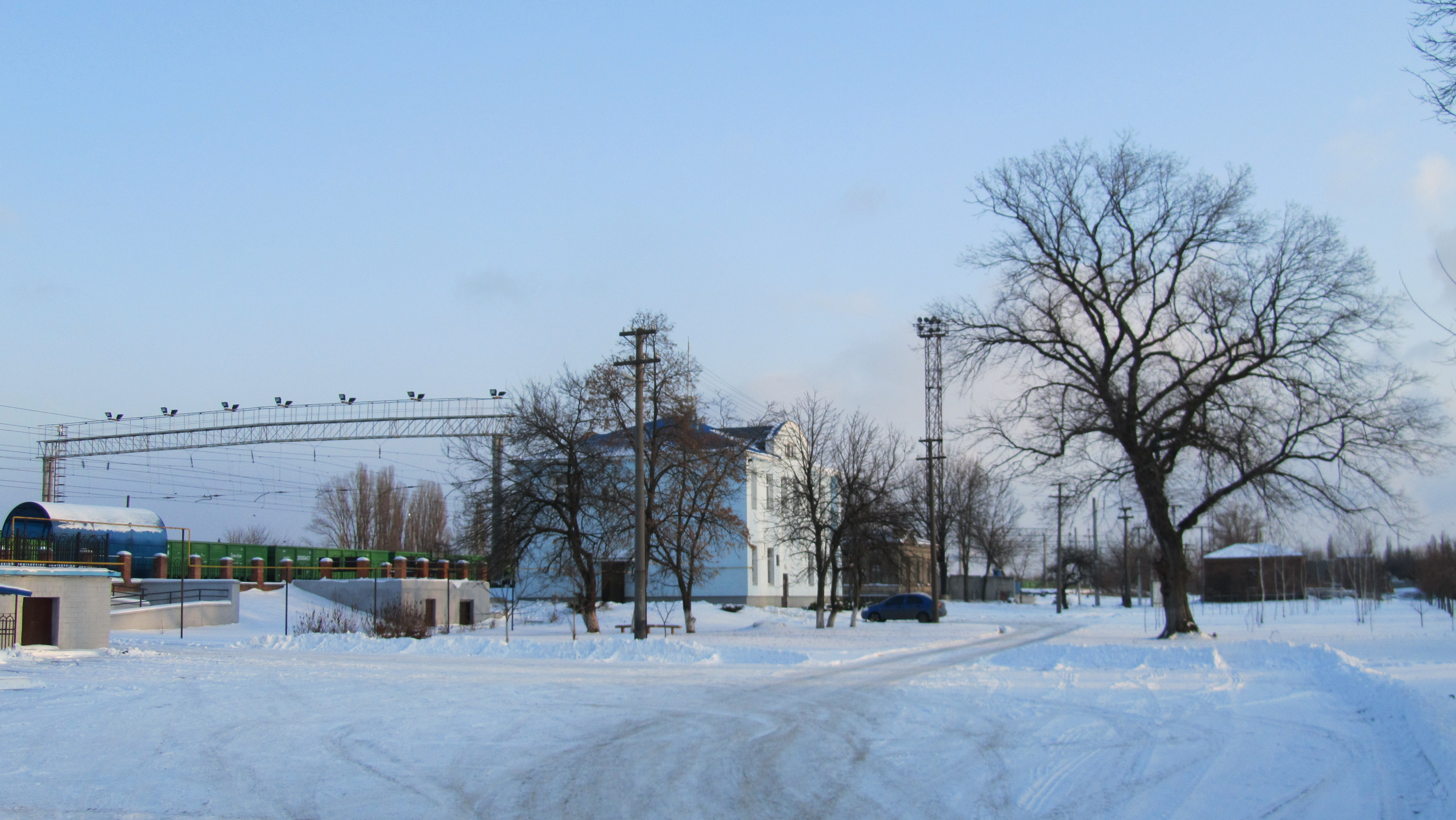
Сквер перед вокзалом
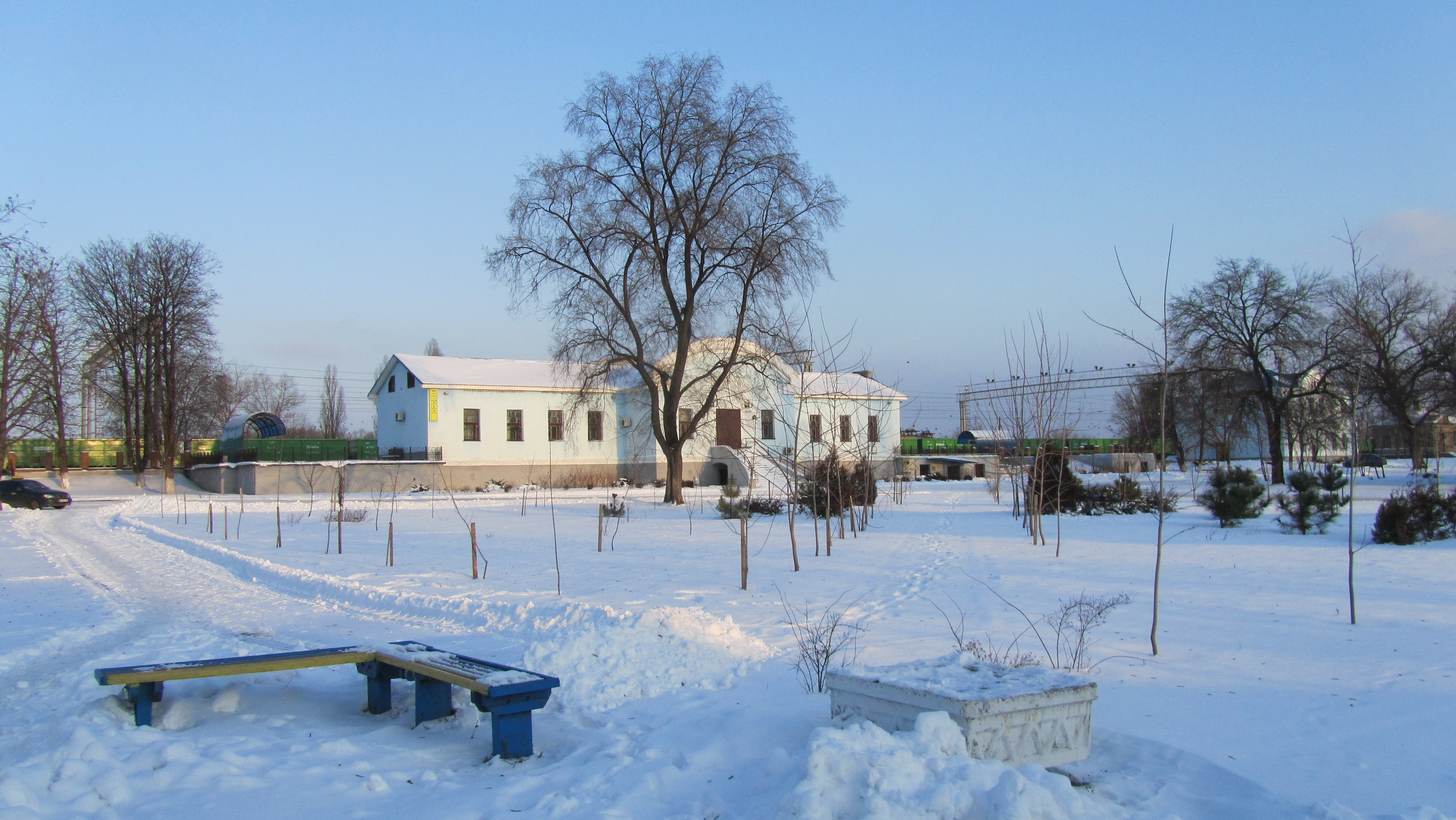
Сквер перед вокзалом
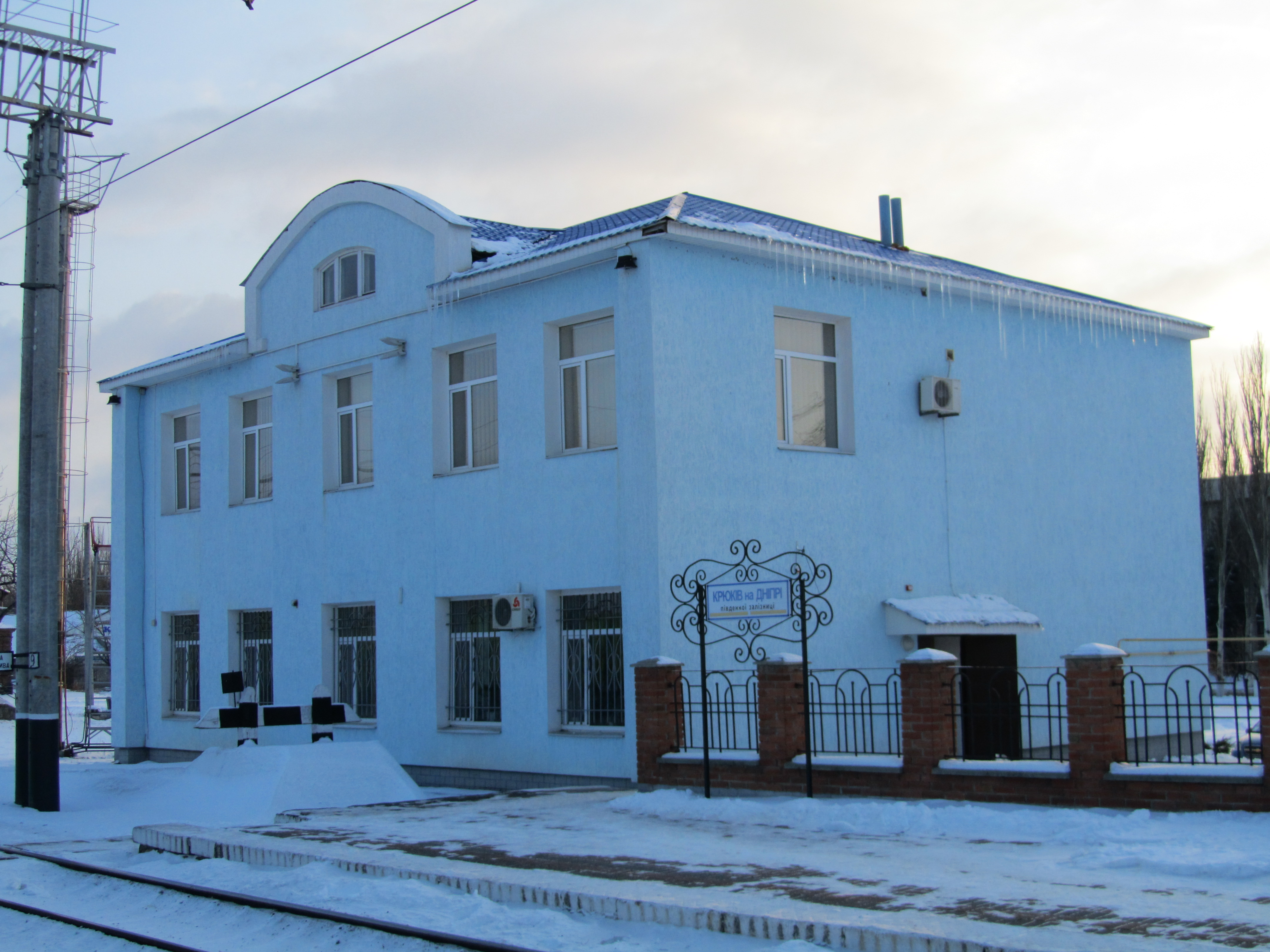
Будівля на території станції
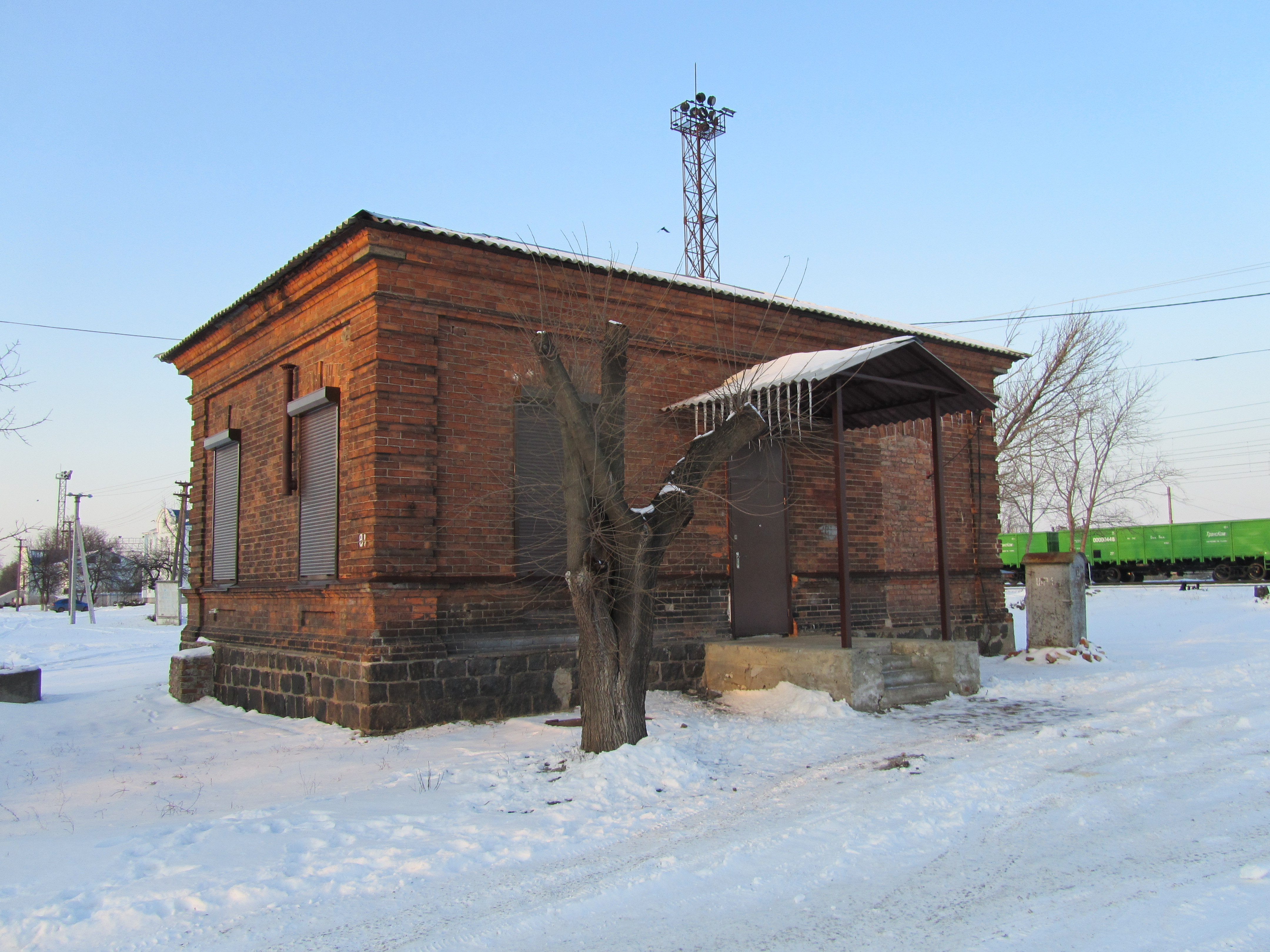
Будівля на території станції
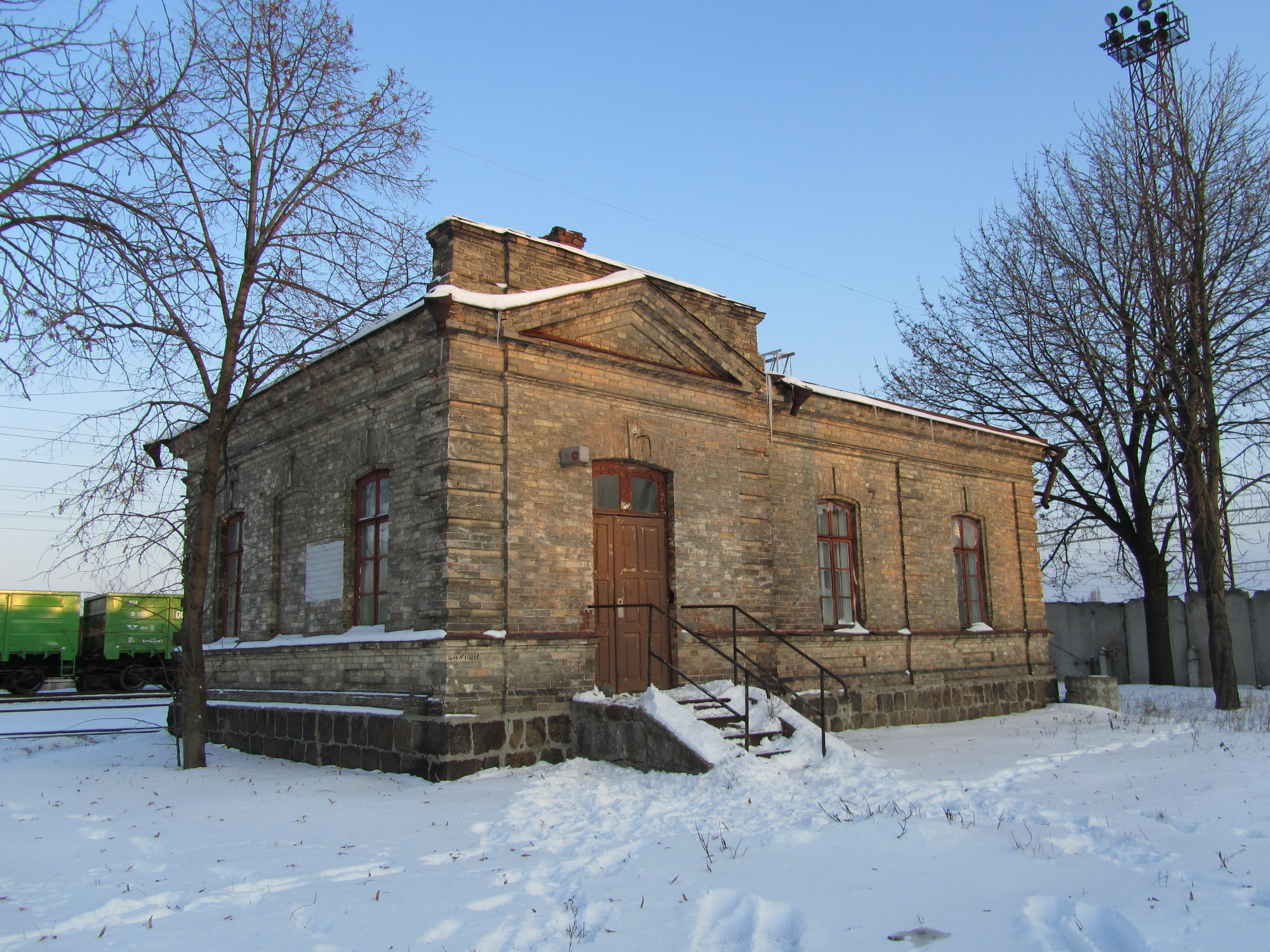
Будівля на території станції
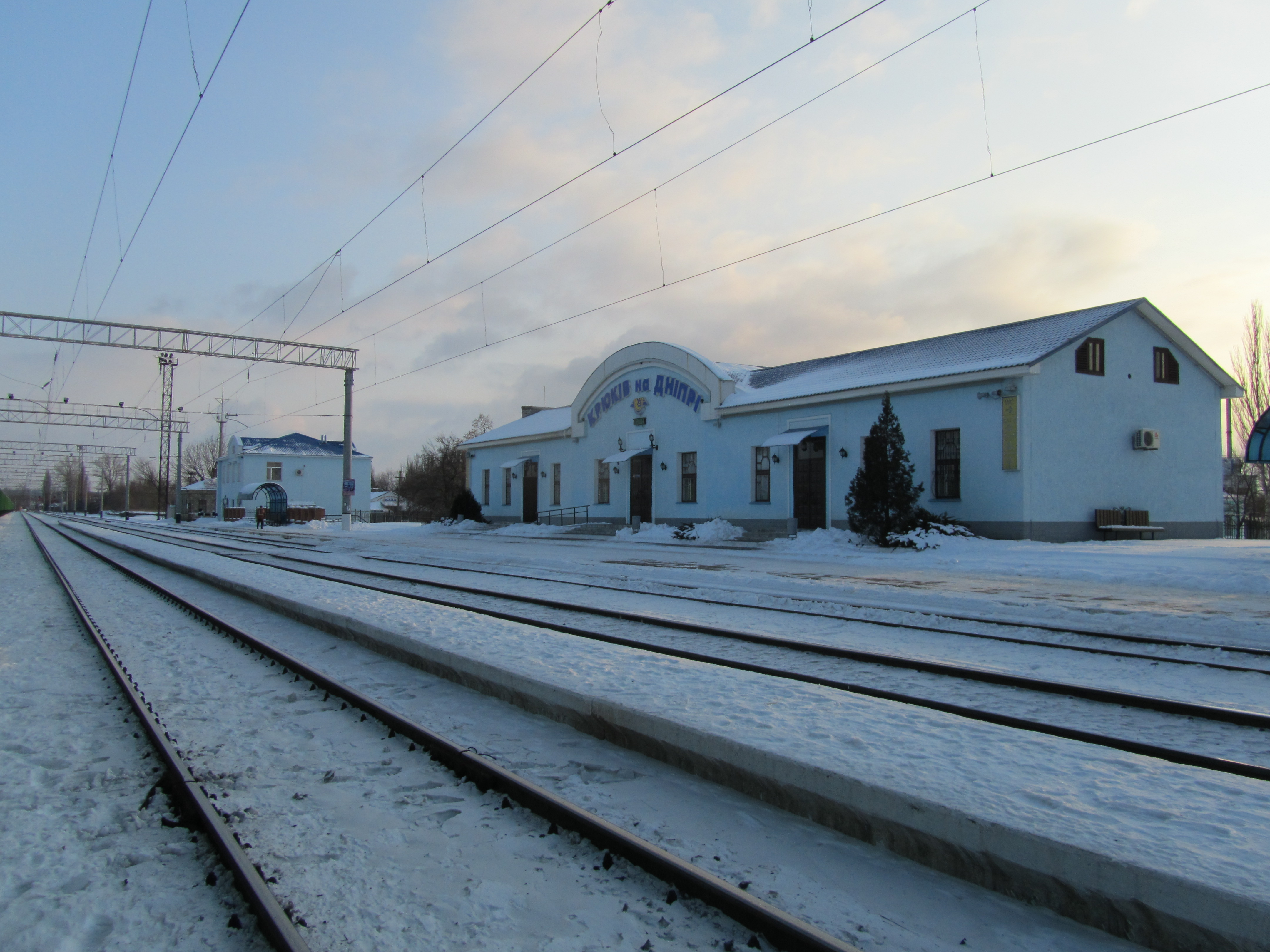
Будівля вокзалу